# Evania cellularis
Evania cellularis är en stekelart som beskrevs av Jean-Jacques Kieffer 1911. Evania cellularis ingår i släktet Evania och familjen hungersteklar. Inga underarter finns listade i Catalogue of Life.